# Calanca
Calanca – miejscowość i gmina w południowo-wschodniej Szwajcarii, w kantonie Gryzonia, w regionie Moesa. Powstała 1 stycznia 2015 z połączenia gmin Arvigo, Braggio, Cauco i Selma.

## Demografia
W Calance mieszka 217 osób. W 2020 roku 16,4% populacji gminy stanowiły osoby urodzone poza Szwajcarią. 
| Rozwój ludności w gminie Calanca | Rozwój ludności w gminie Calanca | Rozwój ludności w gminie Calanca | Rozwój ludności w gminie Calanca | Rozwój ludności w gminie Calanca | Rozwój ludności w gminie Calanca | Rozwój ludności w gminie Calanca | Rozwój ludności w gminie Calanca | Rozwój ludności w gminie Calanca | Rozwój ludności w gminie Calanca |
| -------------------------------- | -------------------------------- | -------------------------------- | -------------------------------- | -------------------------------- | -------------------------------- | -------------------------------- | -------------------------------- | -------------------------------- | -------------------------------- |
| Rok                              | 2010                             | 2011                             | 2012                             | 2013                             | 2014                             | 2015                             | 2016                             | 2017                             | 2020                             |
| Liczba mieszkańców               | 218                              | 214                              | 205                              | 206                              | 187                              | 187                              | 192                              | 195                              | 201                              |

## Współpraca
Miejscowości partnerskie:
- Dietikon, Zurych - kontakty utrzymuje miejscowość Braggio
- Illnau-Effretikon, Zurych
- Wittenbach, St. Gallen - kontakty utrzymuje miejscowość Selma